# Micreremites centropis
Micreremites centropis är en fjärilsart som beskrevs av George Francis Hampson. Micreremites centropis ingår i släktet Micreremites och familjen nattflyn. Inga underarter finns listade i Catalogue of Life.